# Кузьмин, Борис Фёдорович
Борис Фёдорович Кузьмин (род. 18 ноября 1972, Москва) — советский и российский хоккеист, защитник. Мастер спорта России (1996). Тренер.

## Биография
Воспитанник московского «Динамо». Выступал за команды «Динамо-2» Москва (1989/90 — 1990/91), «Дизелист» Пенза (1991/92 — 1992/93, 1995/96 — 1996/97), «Динамо» Москва (1993/94), ХК ЦСКА (1996—2002) (1997/98), «Металлург» Новокузнецк (1997/98 — 1998/99), «ТВК Инсбрук» (Австрия, 1999/2000), «Крылья Советов-2» (2000/01), «Витязь» Подольск (2001/02), «Титан» Клин (2003/04), «Мотор» Барнаул (2004/05).
Финалист Кубка Европы (1993). Второй призёр чемпионата МХЛ и финалист Кубка МХЛ (1994).
Окончил Государственный университет просвещения.
Тренер в московских хоккейных школах.